# Miller's Crossing
Miller's Crossing é um filme estadunidense de 1990, dirigido por Joel Coen, com direção não-creditada do seu irmão Ethan.
As filmagens foram realizadas na cidade de Nova Orleans, no estado da Louisiana. 
No início, o filme foi um total fracasso de bilheteria, tendo devolvido apenas cinco milhões de dólares do seu orçamento original de 14 milhões. Parte do seu fracasso é devido, talvez, ao senso de humor estranho da dupla de diretores, ou talvez pelo fato de ter estreado no mesmo dia de Os Bons Companheiros, de Martin Scorsese.

## Sinopse
O filme conta a história de Tom Ragen, "um homem que consegue ver a situação por todos os ângulos". Certo dia o bookmaker Johnny Caspar pede para Leo, chefe de Tom, que um homem, Bernie Bernbaum, seja morto, entretanto Leo nega. Esta pequena situação estoura em uma guerra entre os gangsteres da cidade de Chicago, e Tom, junto com sua amada Verna, irmã de Bernie, também cobiçada por Leo, estão bem no meio dela.

## Recepção
Apesar do fracasso de bilheteria original, o filme foi bastante rentável nas vendas e aluguéis de DVD e VHS. Em sites agregadores de críticas, como o Rotten Tomatoes, o filme recebeu um percentual de 90% de aprovação da crítica. O crítico brasileiro
Pablo Villaça, renomado crítico do site Cinema em Cena diz que este é "um dos melhores trabalhos dos Coen.". Sobre a atuação de John Turturro, Peter Travers, da Rolling Stone, escreveu que esta é a sua melhor atuação.